# Alyssa Tirtosentono

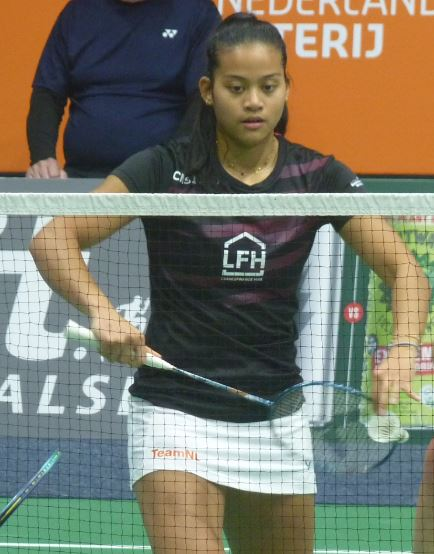
Alyssa Tirtosentono bei einem Wettkampf in den Niederlanden

Alyssa Tirtosentono (* 29. Mai 2000 in Den Haag) ist eine niederländische Badmintonspielerin.

## Karriere
Tirtosentono stammt aus einer Familie von Badmintonspielern und wurde so früh an den Sport herangeführt. Seit sie 17 Jahre alt ist trainierte sie am Sportzentrum des NOC*NSF in der Nähe von Arnhem. Seit der Saison 2015/16 spielte die Niederländerin für den Badmintonclub DKC in der höchsten nationalen Liga, der Eredivisie. 2017 feierte Tirtosentono erste Erfolge bei internationalen Juniorenturnieren, als sie im Damendoppel mit Milou Lugters in Tschechien und Estland siegte und an der Seite von Debora Jille bei den Juniorenweltmeisterschaften 2017 überraschend das Viertelfinale erreichte. Im folgenden Jahr gewann sie mit den Irish Juniors 2018 einen weiteren Juniorenwettkampf und wurde im Damendoppel niederländische Nachwuchsmeisterin. Bei der Junioreneuropameisterschaft 2018 in Tallinn zog Tirtosentono mit Wessel van der Aar im Mixed ins Endspiel ein, wo sie gegen ein französisches Team unterlagen. Neben zwei Finalteilnahmen bei internationalen Turnieren der Badminton World Federation war sie mit Debora Jille bei den Croatian International 2019 und den Lithuanian International 2019 siegreich. Außerdem gewann Tirtosentono zweimal die nationale Nachwuchsmeisterschaft und wurde bei der Niederländischen Meisterschaft 2019 Zweite. Bei der Mannschaftseuropameisterschaft 2019 in Kopenhagen erspielte sie mit der niederländischen Nationalmannschaft die Bronzemedaille. Zur Saison 2019/20 wechselte Tirtosentono zum ältesten niederländischen Badmintonverein, dem BC Drop Shot. 2020 konnte sie sowohl mit Debora Jille als auch mit Ruben Jille das Endspiel der nationalen Meisterschaft erreichen. Im nächsten Jahr triumphierte Tirtosentono bei den Spanish International 2021 im Damendoppel mit Imke van der Aar. Außerdem qualifizierte sie sich 2021 erstmals für die Weltmeisterschaften in Huelva, wo sie die zweite Runde erreichen konnte. Im folgenden Jahr erreichte Tirtosentono zum vierten Mal das Finale der niederländischen Meisterschaft, scheiterte dort jedoch mit Myke Halkema gegen Debora Jille und Cheryl Seinen.

## Sportliche Erfolge
| Jahr | Veranstaltung                              | Platz | Disziplin   | Spielpartner       |
| ---- | ------------------------------------------ | ----- | ----------- | ------------------ |
| 2017 | Czech Juniors 2017                         | 1.    | Damendoppel | Milou Lugters      |
| 2017 | Estonian Juniors 2017                      | 1.    | Damendoppel | Milou Lugters      |
| 2017 | Eredivisie 2016/17                         | 2.    | Mannschaft  | BC DKC             |
| 2018 | Junioreneuropameisterschaft 2018           | 2.    | Mixed       | Wessel van der Aar |
| 2018 | Irish Juniors 2018                         | 1.    | Damendoppel | Milou Lugters      |
| 2018 | Niederländische Juniorenmeisterschaft 2018 | 1.    | Damendoppel | Debora Jille       |
| 2019 | Croatian International 2019                | 1.    | Damendoppel | Debora Jille       |
| 2019 | Lithuanian International 2019              | 1.    | Damendoppel | Debora Jille       |
| 2019 | Dutch International 2019                   | 2.    | Damendoppel | Debora Jille       |
| 2019 | Polish International 2019                  | 2.    | Mixed       | Ruben Jille        |
| 2019 | Mannschaftseuropameisterschaft 2019        | 3.    | Mannschaft  | Niederlande        |
| 2019 | Eredivisie 2018/19                         | 2.    | Mannschaft  | BC Drop Shot       |
| 2019 | Niederländische Juniorenmeisterschaft 2019 | 1.    | Damendoppel | Jaymie Laurens     |
| 2019 | Niederländische Juniorenmeisterschaft 2019 | 1.    | Mixed       | Dennis Koppen      |
| 2019 | Niederländische Meisterschaft 2019         | 2.    | Damendoppel | Debora Jille       |
| 2020 | Eredivisie 2019/20                         | 2.    | Mannschaft  | BC Drop Shot       |
| 2020 | Niederländische Meisterschaft 2020         | 2.    | Damendoppel | Debora Jille       |
| 2020 | Niederländische Meisterschaft 2020         | 2.    | Mixed       | Ruben Jille        |
| 2021 | Spanish International 2021                 | 1.    | Damendoppel | Imke van der Aar   |
| 2022 | Niederländische Meisterschaft 2022         | 2.    | Damendoppel | Myke Halkema       |